# Musée d'Art et d'Histoire de Cognac
Pour les articles homonymes, voir Musée d'art et d'histoire.
Le musée d'Art et d'Histoire de Cognac est installé dans l'hôtel Dupuy d’Angeac, à l'intérieur du jardin public de Cognac formé de la réunion de son jardin à celui de l'hôtel Otard de la Grange acheté par la ville en 1889 et devenu hôtel de ville en 1892. Le paysagiste Édouard André redessine alors le parc en jardin creux avec perspectives et plan d'eau.

## Historique
L'hôtel Dupuy d'Angeac a été construit en 1838. Il est acheté en 1921 et devient le musée. Antoine Raymond Clavery réussit le mariage des deux jardins en conservant le style d'Édouard André et en créant le théâtre de la nature.
Le musée s'y installé en 1925.
Il s'est agrandi en ouvrant une zone d'exposition au rez-de-chaussée d'une des ailes de la cour d'honneur et des bureaux au premier étage.
En 2024, après une fermeture pour rénovation, le musée est rebaptisé Maison du Négociant. La présentation des collections évoque désormais l'univers et les acquisitions des négociants en cognac à l'origine du musée.

## Collections
Ce musée est composé de plusieurs départements :

### Archéologie
Le département « Archéologie » présente divers objets provenant des gisements préhistoriques, gallo-romains et mérovingiens de la région de Cognac. La pièce majeure est une pirogue monoxyle néolithique.

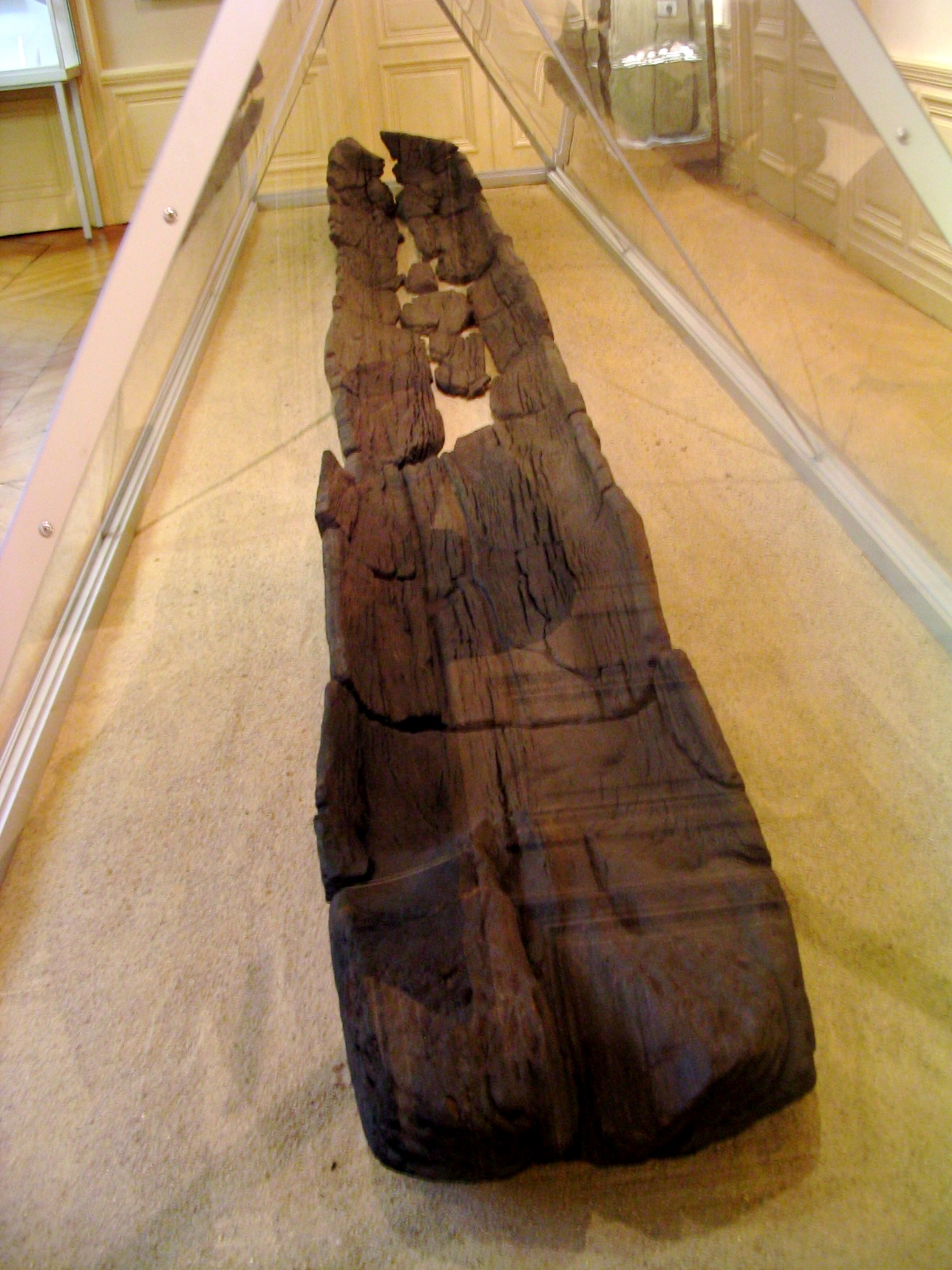
Pirogue monoxyle (3500 à 3000 av. J.-C.).

### Céramique
Le département « Céramique », avec principalement la céramique régionale qui est représentée par de la poterie et des faïences du Néolithique au début du XXe siècle. La faïence de Charente y a une place de choix.
Des plats et assiettes de faïence de Delft sont exposés ainsi qu'une très belle collection de faïences chinoises.

### Peinture, sculpture, arts décoratifs
Le département « Beaux-arts et arts décoratifs » présente des œuvres du XVIe au XXe siècle, surtout des œuvres d’artistes charentais et une collection d’objets art nouveau de Gallé, Daum, Lalique entre autres.

Œuvres du département beaux-arts et arts décoratifs
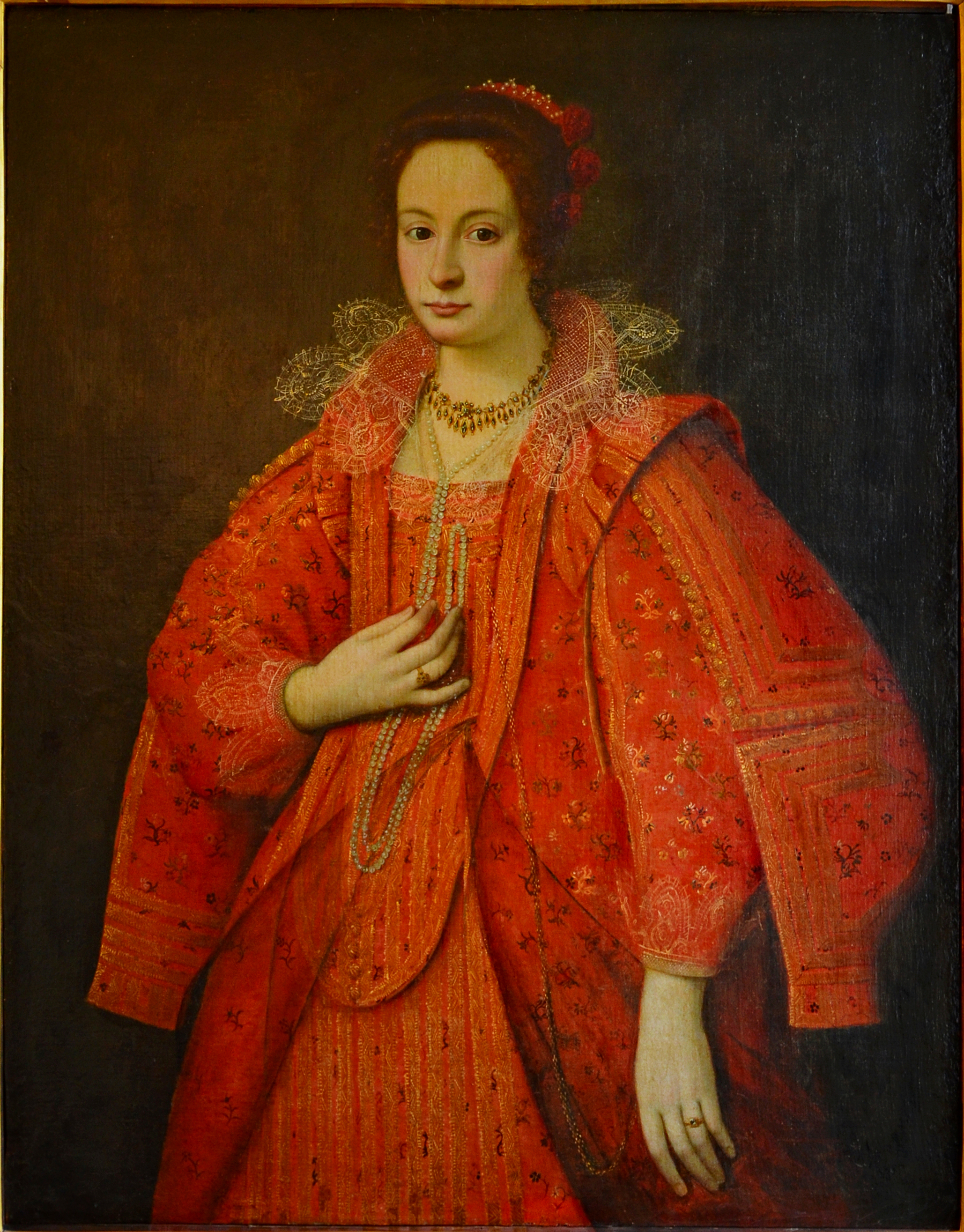
Attribuée à Scipione Pulzone, La Femme en rouge (XVIe siècle).
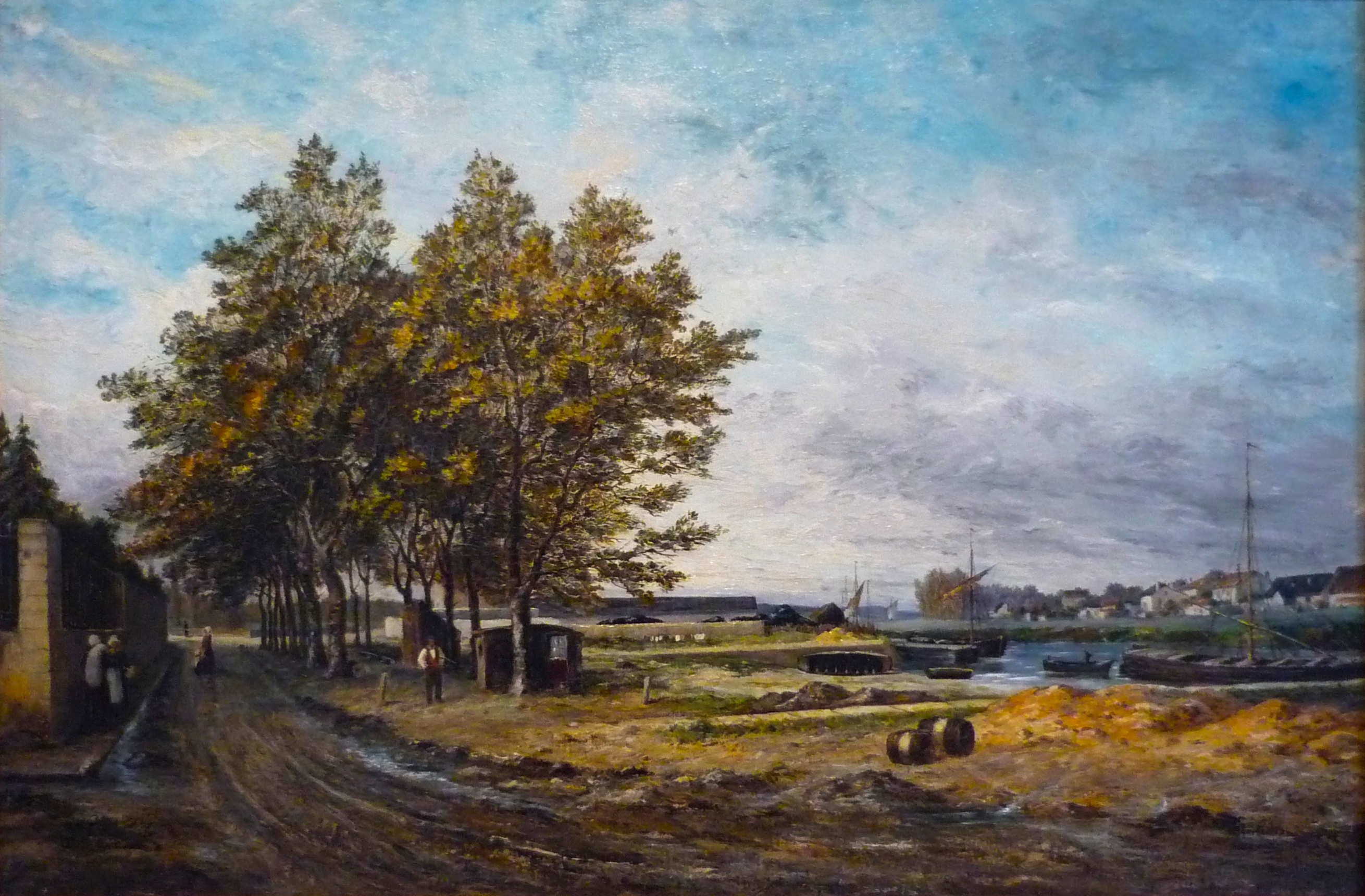
Henri Germain, La Cale de Cognac après la pluie (1880).
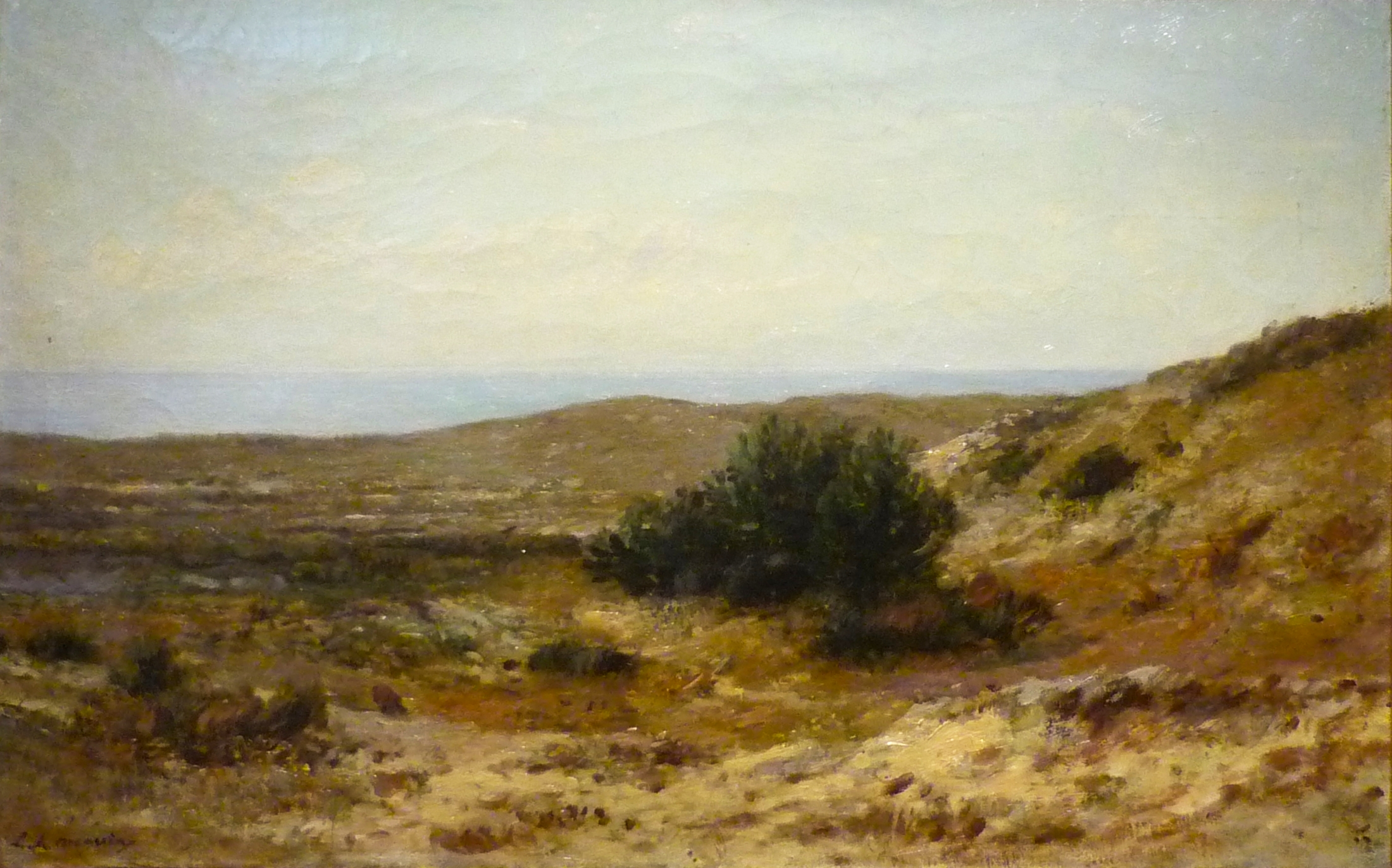
Louis-Augustin Auguin, Montalivet (Gironde) (1883).
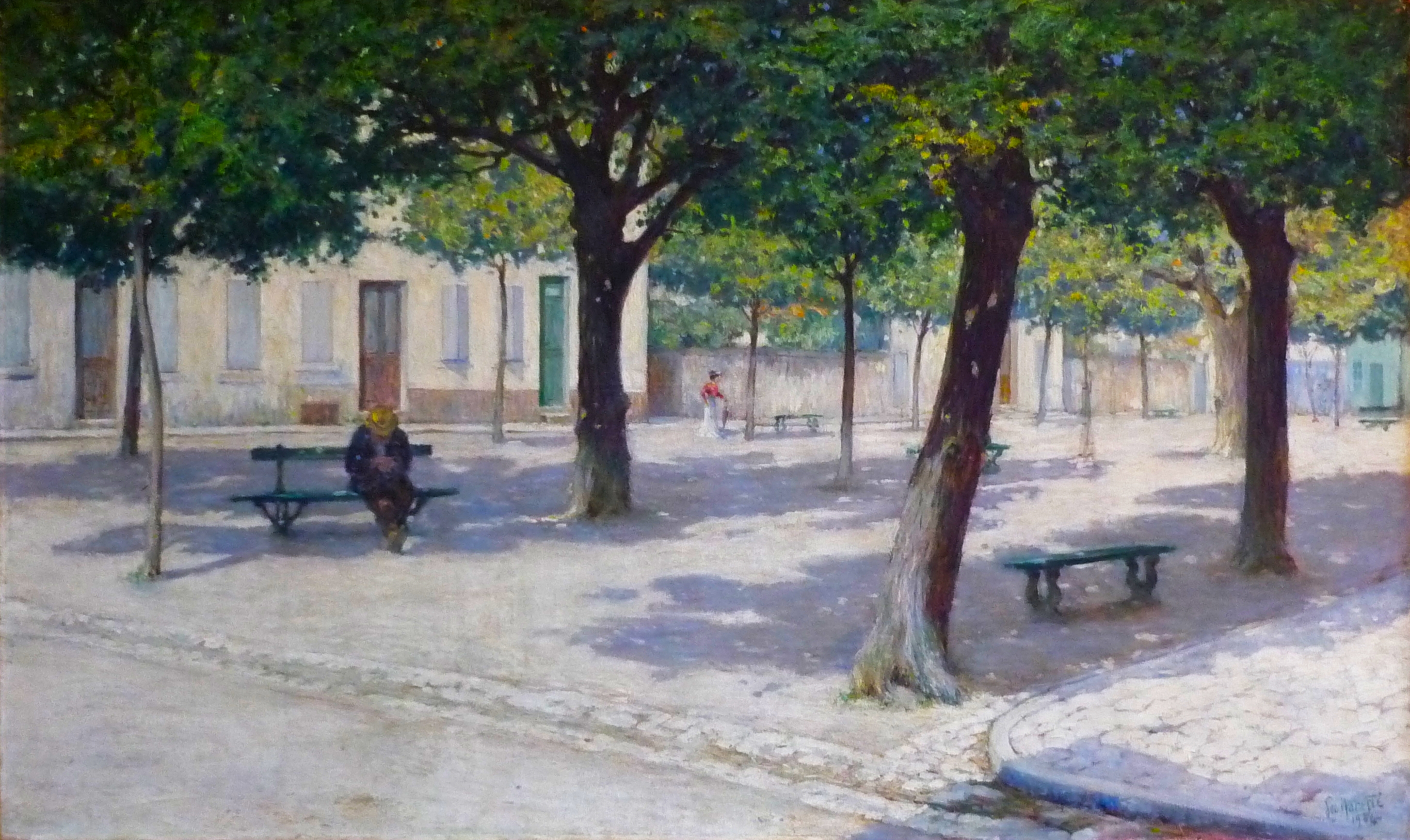
Georges Mareste, La Place de la Corderie à Cognac, un jour d’été (1904).
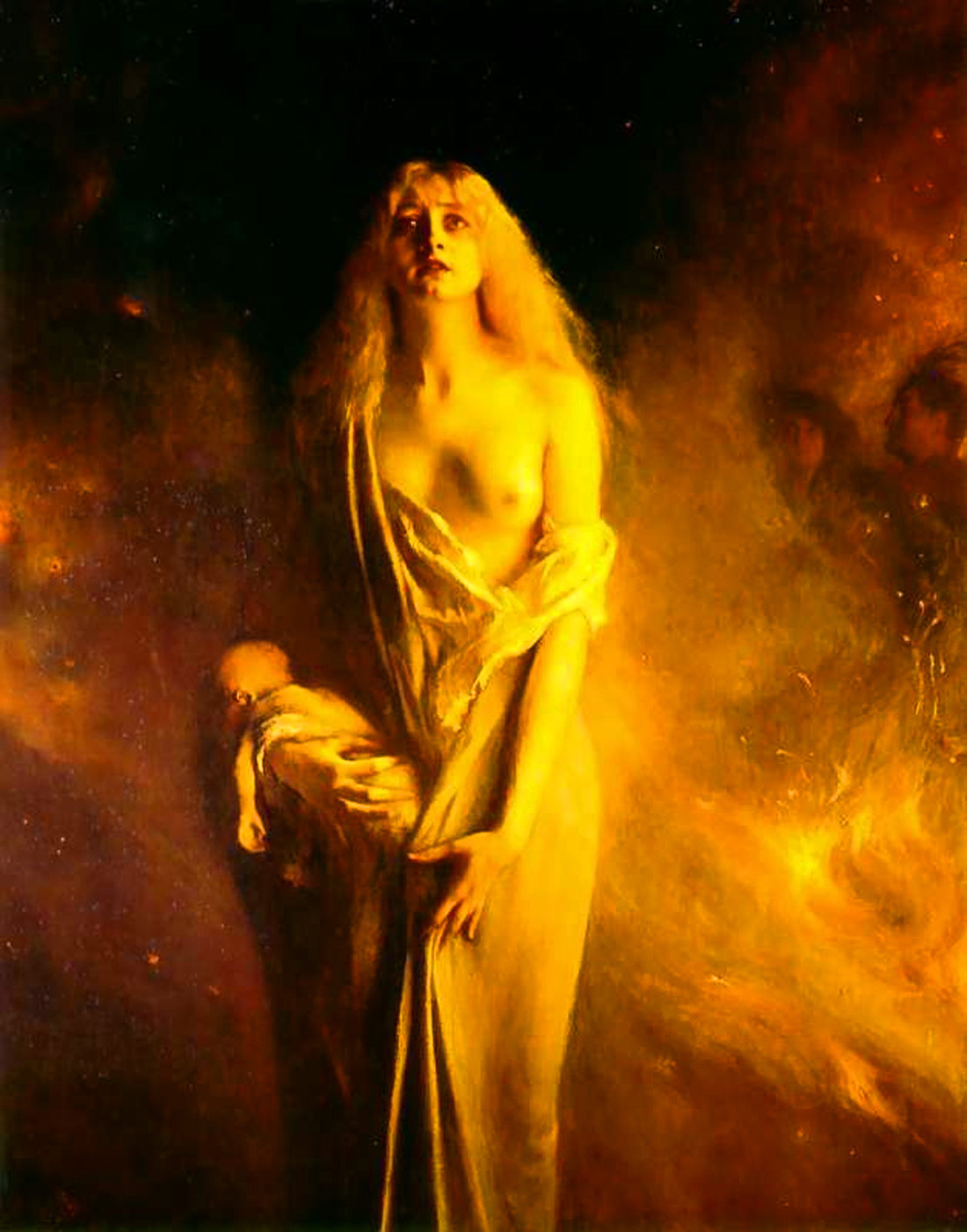
Pascal Dagnan-Bouveret, Marguerite au Sabbat (1911).

### Arts et traditions populaires
Le département « Arts et traditions populaires » se compose de meubles et objets traditionnels du pays de Cognac présentés dans une reconstitution d’un intérieur rural charentais, l'habitation type des petits viticulteurs à la fin du XIXe siècle. Le costume traditionnel comporte des quichnottes et des coiffes portées à cette époque à Cognac et en Saintonge.

## Expositions temporaires
- François Ier, un roi cognaçais, de juin à décembre 2024[2],[3]